# Водице (Смедеревска Паланка)
Водице је насеље у Србији у општини Смедеревска Паланка у Подунавском округу. Према попису из 2022. има 733 становника (према попису из 2011. било је 883 становника).

## Историја
Село се налази у непосредној близини Паланке. Данашње село се помиње у Харачким списковима и имало је 1822. г. 17 кућа. Године 1846. г. село је имало 42 куће, а по попису из 1921. године у селу је било 175 кућа са 847 становника.
Али судећи по предању, као и по траговима који се овде налазе, може се закључити да је овде постојало неко неко старије насеље. И данас се, на граници између Водица и Придворица, наилази на трагове рушевина. У близини потока Влаовице, где су виногради, било је по предању, старо насеље. То се место зове Селиште. Западно од села, поред пута који води за Калуђерицу, налазило се извор Видова Светиња или Видова Вода, на који свет сваке младе петке и недеље. У близини ове воде има трагова, мисли се од манастира, који је био задужбина кнеза Лазара и који је славио Видовдан. Старац Вулићевић прича, да је овај манастир порушен почетком 18. века и да је од његовог камења била подигнута Каменита Ћуприја у Паланци.
Прве куће овога насеља биле су у долини Јасенице и прве и најстарије породице становале су у Калуђерици и Тршевони, одакле су се „ за време шора“ преместиле на данашње место. Најстарији су досељеници Никачи (данас разни презимена). Њиховог предка довео Карађорђе из Дубнице (Пештер) 1809. године и он се настанио на Калуђерици, где су трла, одакле се „за време шора“ преместио на данашње место. За њима су дошли преци Нишковића од Лесковца и настанили се у Тршевини. Трећа по реду досељавања је породица Михаловића (Јевтића) чији је прадед дошао од Лесковца а прабаба од Ђуниса. Прадед Михаловића прво се населио у данашње Шуршево (Лепеница), одакле је дошао овамо. Од Лесковца су дошли и Живковићи (Аранђеловићи) у исто време кад и Нешковићи. Остале породице су дошли из разних крајева. (подаци крајем 1921. године).
У селу је рођен Пера Тодоровић и сачувана је његова родна кућа.
Вићeнтиje Рaдoвaнoвић (1854-1929) дугoгoдишњи нaрoдни пoслaник Краљевине Србије и радикалски првак, добитник краљевског ордена Светог Саве, као и дугогодишњи члан Српског пољопривредног друштва звани још и "Вића од Водица".
Нова школа је подигнута 1935, освећена 17. новембра.
Овде се налази Споменик ратницима за ослобођење и уједињење у Водицама.

## Демографија
У насељу Водице живи 745 пунолетних становника, а просечна старост становништва износи 42,1 година (40,2 код мушкараца и 44,1 код жена). У насељу има 296 домаћинстава, а просечан број чланова по домаћинству је 3,14.
Ово насеље је великим делом насељено Србима (према попису из 2002. године).
|  |

| Демографија | Демографија | Демографија |
| Година      | Становника  | Становника  |
| ----------- | ----------- | ----------- |
| 1948.       | 1.050       |             |
| 1953.       | 1.098       |             |
| 1961.       | 1.186       |             |
| 1971.       | 1.083       |             |
| 1981.       | 1.068       |             |
| 1991.       | 1.011       | 960         |
| 2002.       | 930         | 1.033       |
| 2011.       | 883         |             |
| 2022.       | 733         |             |

| Етнички састав према попису из 2002.‍ | Етнички састав према попису из 2002.‍ | Етнички састав према попису из 2002.‍ | Етнички састав према попису из 2002.‍ | Етнички састав према попису из 2002.‍ |
| ------------------------------------ | ------------------------------------ | ------------------------------------ | ------------------------------------ | ------------------------------------ |
|                                      |                                      |                                      |                                      |                                      |
| Срби                                 | Срби                                 |                                      | 881                                  | 94,73%                               |
| Роми                                 | Роми                                 |                                      | 26                                   | 2,79%                                |
| Црногорци                            | Црногорци                            |                                      | 9                                    | 0,96%                                |
| Југословени                          | Југословени                          |                                      | 3                                    | 0,32%                                |
| Хрвати                               | Хрвати                               |                                      | 1                                    | 0,10%                                |
| Словенци                             | Словенци                             |                                      | 1                                    | 0,10%                                |
| Муслимани                            | Муслимани                            |                                      | 1                                    | 0,10%                                |
| Мађари                               | Мађари                               |                                      | 1                                    | 0,10%                                |
| Македонци                            | Македонци                            |                                      | 1                                    | 0,10%                                |
| непознато                            | непознато                            |                                      | 5                                    | 0,53%                                |

| Година пописа     | 1948. | 1953. | 1961. | 1971. | 1981. | 1991. | 2002. |
| ----------------- | ----- | ----- | ----- | ----- | ----- | ----- | ----- |
| Број домаћинстава | 243   | 263   | 297   | 283   | 291   | 294   | 296   |

| Број чланова      | 1  | 2  | 3  | 4  | 5  | 6  | 7 | 8 | 9 | 10 и више | Просек |
| ----------------- | -- | -- | -- | -- | -- | -- | - | - | - | --------- | ------ |
| Број домаћинстава | 59 | 83 | 30 | 54 | 37 | 21 | 8 | 4 | 0 | 0         | 3,14   |

| Пол    | Укупно | Неожењен/Неудата | Ожењен/Удата | Удовац/Удовица | Разведен/Разведена | Непознато |
| ------ | ------ | ---------------- | ------------ | -------------- | ------------------ | --------- |
| Мушки  | 387    | 116              | 232          | 24             | 15                 | 0         |
| Женски | 398    | 62               | 247          | 83             | 6                  | 0         |
| УКУПНО | 785    | 178              | 479          | 107            | 21                 | 0         |

| Пол    | Укупно                    | Пољопривреда, лов и шумарство | Рибарство                            | Вађење руде и камена | Прерађивачка индустрија       |
| ------ | ------------------------- | ----------------------------- | ------------------------------------ | -------------------- | ----------------------------- |
| Мушки  | 192                       | 59                            | 0                                    | 0                    | 56                            |
| Женски | 100                       | 32                            | 0                                    | 0                    | 17                            |
| УКУПНО | 292                       | 91                            | 0                                    | 0                    | 73                            |
| Пол    | Производња и снабдевање   | Грађевинарство                | Трговина                             | Хотели и ресторани   | Саобраћај, складиштење и везе |
| Мушки  | 2                         | 17                            | 12                                   | 4                    | 11                            |
| Женски | 1                         | 0                             | 14                                   | 4                    | 4                             |
| УКУПНО | 3                         | 17                            | 26                                   | 8                    | 15                            |
| Пол    | Финансијско посредовање   | Некретнине                    | Државна управа и одбрана             | Образовање           | Здравствени и социјални рад   |
| Мушки  | 0                         | 3                             | 9                                    | 6                    | 5                             |
| Женски | 1                         | 2                             | 1                                    | 8                    | 14                            |
| УКУПНО | 1                         | 5                             | 10                                   | 14                   | 19                            |
| Пол    | Остале услужне активности | Приватна домаћинства          | Екстериторијалне организације и тела | Непознато            | Непознато                     |
| Мушки  | 3                         | 0                             | 0                                    | 5                    | 5                             |
| Женски | 2                         | 0                             | 0                                    | 0                    | 0                             |
| УКУПНО | 5                         | 0                             | 0                                    | 5                    | 5                             |